# Frank Kameny
Franklin Edward "Frank" Kameny (21. svibnja 1925. – 11. listopada 2011.) bio je američki aktivist za prava homoseksualaca. Smatrali su ga "jednom od najznačajnijih figura" u američkom pokretu za gej prava.
Godine 1957., Kameny je smijenjen s položaja astronoma u Službi za mape američke vojske u Washingtonu, DC, zbog svoje homoseksualnosti, navodeći ga da započne "herkulsku borbu s američkim establišmentom" koja će "predvoditi novo razdoblje borbenosti u pokretu za homoseksualna prava ranih 1960-ih".
Kameny se službeno žalio na otkaz američke komisije za državnu službu zbog homoseksualnosti. Iako neuspješan, postupak je bio zapažen kao prva poznata tužba za građanska prava temeljena na seksualnoj orijentaciji koja se vodila na nekom američkom sudu.

## Rani život i otpuštanje
Kameny je rođen od židovskih roditelja Aškenazâ u New Yorku. Pohađao je srednju školu Richmond Hill gdje je maturirao 1941. godine. Godine 1941., sa 16 godina, Kameny je otišao na koledž Queens studirati fiziku, a sa 17 godina rekao je roditeljima da je ateist. Prije završetka studija, bio je pozvan u vojsku SAD-a. Služio je vojsku tijekom Drugog svjetskog rata u Europi, a kasnije je služio 20 godina u odboru za sustav selektivnog služenja. Po odlasku iz vojske vratio se na Queens College i diplomirao fiziku 1948. godine. Kameny se potom upisao na Sveučilište Harvard. Dok je bio predavač na Harvardu, odbio je potpisati zakletvu odanosti bez da je priložio kvalifikacije i pokazao skepticizam prema prihvaćenim pravovjerjima. Diplomirao je i magisterij (1949.) i doktorat (1956.) iz astronomije. Njegov je doktorski rad pod naslovom Fotoelektrična studija nekih promjenjivih zvihjezda tipa RV Tauri i žutih poluregularnih promjenjivih i napisan je pod nadzorom Cecilije Payne-Gaposchkin.
Dok je bio na povratničkom putu iz Tucsona, gdje je upravo završio istraživanje za doktorsku disertaciju, policajci u civilu uhitili su ga na autobusnom kolodvoru u San Franciscu nakon što mu je prišao stranac i pipao ga. Obećano mu je da će njegova kaznena evidencija biti izbrisana nakon odsluženja tri godine uvjetne kazne, oslobađajući ga brige zbog izgleda za zaposlenje i svakog pokušaja borbe protiv optužbi.

Preselivši se u Washington DC, Kameny je godinu dana predavao na Odjelu za astronomiju Sveučilišta Georgetown, a u srpnju 1957. angažirala ga je Služba za mape vojske SAD-a. Kad su saznali za njegovo uhićenje u San Franciscu, Kamenyjevi nadređeni ispitivali su ga, ali on je odbio pružiti informacije o svojoj seksualnoj orijentaciji. Komisija je ubrzo otpustila Kamenyja. U siječnju 1958. savezna vlada zabranila mu je buduće zaposlenje. Kao što je kasnije napisao autor Douglass Shand-Tucci,
Kameny je bio najobičniji muškarac, posve usredotočen na svoj posao, na Harvardu i Georgetownu. Stoga je bio još grublje šokiran kad ga je zadesila ista sudbina kakvu smo desetljećima prije zadesili Prescott Townsend, klasa 1918. godine... Uhićen je. Kasnije će biti otpušten. I, poput Townsenda, i Kameny je bio radikaliziran.
Kameny se žalio na otpuštenje kroz pravosudni sustav, dva puta izgubivši parnicu prije nego što je zatražio reviziju od Vrhovnog suda SAD-a, koji je odbio njegovu peticiju za određivanje prava. Nakon što se posvetio aktivizmu, Kameny više nikad nije radio na plaćenom poslu i do kraja života podržavali su ga prijatelji i obitelj. Unatoč svom otvorenom aktivizmu, rijetko je raspravljao o svom osobnom životu i nikada nije imao dugoročnih veza s drugim muškarcima, samo je izjavio da za njih nema vremena. Izjavio je, "Ako se s nekim ne slažem, dajem mu priliku da me uvjeri da je u pravu. A ako ne uspiju, onda sam u pravu, a oni griješe i morat ću se boriti s njima dok se ne promijene."
Kameny je izbjegao konvencionalne rasne oznake; tijekom svog života neprestano je citirao svoju rasu kao "ljudsku".
B'nai B'rith== Aktivizam za homoseksualna prava ==
Godine 1961. godine, Kameny i Jack Nichols, kolega suosnivai vašingtonskog ogranka Mattachine Society, pokrenuli su neke od najranijih javnih prosvjeda homoseksualaca i lezbijki piketom u Bijeloj kući 17. travnja 1965. U koaliciji s njujorškim Mattachine društvom i kćerima Bilitis, ovaj se piket proširio na Ujedinjene narode, Pentagon, Komisiju za državnu službu Sjedinjenih Država i Independence Hall u Philadelphiji zbog onoga što je postalo poznato kao Godišnji podsjetnik za prava homoseksualaca. Kameny je također napisao predsjedniku Kennedyju tražeći od njega da promijeni pravila o homoseksualcima koji se uklanjaju iz vlade.
Godine 1963. Kameny i Mattachine pokrenuli su kampanju za ukidanje vašingtonskog zakona o sodomiji; osobno je izradio nacrt zakona koji je konačno usvojen 1993. Također je radio na uklanjanju klasifikacije homoseksualnosti kao mentalnog poremećaja iz Dijagnostičkog i statističkog priručnika za mentalne poremećaje Američkog psihijatrijskog udruženja.
Godine 1964. Kameny je tvrdio da se homoseksualci suočavaju s težom diskriminacijom od crnaca jer im savezna vlada nije pomagala i aktivno ih diskriminirala. Rekao je da će homoseksualci proći lošije od uspjeha pokreta za građanska prava: "Sad kad postaje moderno diskriminirati crnce, diskriminacija homoseksualaca bit će u porastu.... Homoseksualnost predstavlja posljednje glavno područje na kojem su u ovoj zemlji prevladavaju predrasude i diskriminacija."
Za razliku od ostalih homoseksualnih aktivista u to vrijeme, Kameny je odbacio ideju da je homoseksualnost inferiorna od heteroseksualnosti:
Kameny je nadalje ustvrdio da homoseksualnost može biti društveno dobro: "Zauzimam stav da homoseksualnost, bilo sklonost ili otvoreni čin, nije nemoralna, već da su homoseksualna djela u koja s pristankom stupaju odrasli ljudi moralna, u pozitivnom i stvarnom smislu, ispravna, dobra i poželjna, kako za pojedine sudionike, tako i za društvo u kojem žive." Na kraju je smislio slogan "Gay is Good" nakon što je 1968. slušao skandiranje Stokelyja Carmichaela "crno je lijepo". 

### 1970. – 2000.
Godine 1971., Kameny je postao prvi otvoreno homoseksualni kandidat za Kongres Sjedinjenih Država kad se kandidirao na prvim izborima u okrugu Columbia za delegata Kongresa koji nije imao pravo glasa. Nakon poraza od demokrata Waltera E. Fauntroya, Kameny i njegova predizborna organizacija stvorili su Gay and Lesbian Activists Alliance, organizaciju koja je nastavila lobirati na vladu i raditi pritisak za jednaka prava. 
Godine 1972., Kameny i Barbara Gittings uvjerili su Američko psihijatrijsko udruženje (APA) da na svom godišnjem sastanku u Dallasu održe raspravu "Psihijatrija: prijatelj ili neprijatelj homoseksualca? Dijalog". Upravo je za ovu raspravu dr. John E. Fryer, homoseksualni psihijatar prerušen u "Dr. Henry Anonymous", posvjedočio kako je navođenje homoseksualnosti kao mentalna bolest u APA-ovom Dijagnostičkom i statističkom priručniku za mentalne poremećaje (DSM) utjecalo na život homoseksualnih psihijatara i drugih homoseksualaca. Kameny se obratio brojnim homoseksualnim psihijatrima, ali Fryer je bio jedini koji je pristao svjedočiti, a čak je i on to učinio maskiran, iz straha da ne izgubi položaj na sveučilištu Temple, gdje nije imao mandat. Sljedeće je godine APA uklonio homoseksualnost iz DSM-a. Kameny je taj dan - 15. prosinca 1973. - opisao kao "dan kad su nas psihijatri masovno izliječili".
Neprimjereno ponašanje: Gejevi i lezbijke u američkoj vojsci, autora Randyja Shiltsa dokumentirao je Kamenyev rad u savjetovanju nekoliko pripadnika službe u njihovim pokušajima da dobiju časni otpust nakon što su otkriveni da su homoseksualci. Za 18-godišnjeg marinca Jeffreyja Dunbara:
Godine 1975., krenuo je u potragu za homoseksualnim vojnikom s besprijekornim dosijeom, s ciljem pokretanja izazova vojnoj zabrani homoseksualaca. Potraga je kulminirala pronalaskom Leonarda Matlovicha, tehničkog narednika u ratnom zrakoplovstvu SAD-a s 11 godina besprijekorne službe i Ljubičastim srcem i Brončanom zvijezdom, koji se namjerno javno izjasnio homoseksualcem ispred svog zapovjednika 6. ožujka 1975. Matlovich je prvi put pročitao o Kamenyjevom cilju u intervjuu u Air Force Timesu. Prvo su razgovarali telefonom, na kraju su se upoznali i, zajedno s odvjetnikom ACLU-a Davidom Addlestoneom, planirali pravni izazov. Njihov je odnos bio zategnut nakon Matlovichevog intervjua za New York Times Magazine, jer je Kameny smatrao da je Matlovich negativno prikazao homoseksualnu zajednicu rekavši da bi radije bio heteroseksualac.
Nakon što je otpušten u listopadu 1975. godine, savezni okružni sud 1980. godine naložio je Matlovichu da ga se vrati presudom koja bi se, tehnički, odnosila samo na njega. Uvjeren da će zrakoplovstvo stvoriti još jedan izgovor da ga ponovno otpusti, Matlovich je umjesto toga prihvatio financijsku nagodbu i nastavio svoj gay aktivizam sve do svoje smrti od komplikacija AIDS-a u lipnju 1988. Kameny je bio počasni govornik na njegovom sprovodu, na Kongresnom groblju u Washingtonu DC.
Dana 26. ožujka 1977., Kameny i desetak drugih članova homoseksualne i lezbijske zajednice, pod vodstvom tadašnje Nacionalne LGBTQ radne skupine, izvijestili su tadašnju Javnu vezu Midge Costanza o prijeko potrebnim promjenama u saveznim zakonima i politikama. To je bio prvi put da se u Bijeloj kući službeno raspravlja o pravima homoseksualaca.
Kameny je imenovan prvim otvoreno homoseksualnim članom Povjerenstva za ljudska prava okruga Columbia sedamdesetih godina.

### 2000. – 2011.
Godone 2007. Advocate je zabunom izvijestio o Kamenyjevoj smrti u svom "Ponosu", 22. svibnja, zajedno s pogrešnom informacijom da je imao HIV. Izvještaj je povučen uz ispriku, a Kameny je pitala odvjetnika : "Jeste li naveli datum smrti?"
Godine 2007., Kameny je napisao pismo konzervativnoj anti-homoseksualnoj publikaciji WorldNetDaily u obranu republikanskog senatora iz Idaha Larryja Craiga u vezi s Craigovim uhićenjem zbog traženja seksa u kupaonici aerodroma u Minneapolisu; završio ga je sljedećim riječima: "Nisam obožavatelj Larryja Craiga On je samozavaravajući licemjerni zatucani homofob. Ali pošteno je pošteno. Nije počinio zločin u Minneapolisu i ne bi trebao patiti kao da jest." Frank Rich iz New York Timesa pridružio se Kamenyju tražeći Craigovo pomilovanje.
U studenom 2007. godine Kameny je napisao otvoreno pismo protesta novinaru NBC-a Tomu Brokawu (i njegovom izdavaču Random House), koji je napisao Boom !: Glasovi šezdesetih osobnih razmišljanja 60-ih i danas, zbog potpunog nedostatka spominjanja homoseksualaca i aktivizma za lezbijska prava tijekom šezdesetih i oporavljajući Brokawa zbog toga što je "'de-gayirao' cijelu generaciju". Pismo su potpisali bivši urednik Washington Posta Howard Kurtz, Harry Rubinstein (kustos, Nacionalni muzej američke povijesti ), John Earl Haynes, Dudley Clendinen i Stephen Bottum. Brokaw se pojavio u Kurtzovoj emisiji CNN Pouzdani izvori da bi branio isključenje, rekavši da je "pokret za gej prava došao nešto kasnije. Za to je vrijeme krenulo i morao sam donijeti neke odluke o tome na što ću se koncentrirati. Veliki problemi bili su antiratni pokret, kontrakultura."
Kameny je posljednjih godina bolovao od srčanih bolesti, ali održavao je cjelovit raspored javnih nastupa, a posljednji je bio govor LGBT grupi u Washingtonu, 30. rujna 2011.
Frank Kameny pronađen je mrtav u svojoj kući u Washingtonu 11. listopada 2011. (Nacionalni dan izlaska). Liječnik je utvrdio da su uzrok smrti prirodni uzroci arteriosklerotske kardiovaskularne bolesti.

## Nagrade i počasti
Godine 2006. Kameny i Barbara Gittings primili su prvu nagradu dr. John E. Fryer, od Američkog udruženja psihijatara.
Godine 2007. Nacionalni muzej američke povijesti Smithsonian Instituta uvrstio je Kamenyjeve natpise ispred Bijele kuće 1965. Godine u Smithsonianovu izložbu "Riznice američke povijesti". Smithsonian sada ima 12 originalnih znakova za pikete koje su nosili homoseksualci i lezbijke Amerikanci na ovoj, prvoj demonstraciji u Bijeloj kući za prava homoseksualaca. Kongresna knjižnica pribavila je Kamenyjeve radove 2006. godine, dokumentirajući njegov život i vodstvo. 
U veljači 2009. godine, Kamenyjev dom u Washingtonu je određen kao povijesno mjesto od strane Distrikta Columbia.
Dana 29. lipnja 2009. John Berry (direktor Ureda za upravljanje osobljem ) službeno se ispričao Kamenyju u ime vlade Sjedinjenih Država. Berry, koji je otvoreno homoseksualac, uručio je Kamenyju nagradu Theodore Roosevelt, najprestižniju nagradu ovog odjela. 
Dana 10. lipnja 2010., nakon jednoglasnog glasanja Savjetodavne susjedske komisije Dupont Circle, gradonačelnik Washingtona, DC, Adrian Fenty, otkrio je nove ulične znakove koji u čast Kamenyja označavaju 17. ulicu između ulica P i R, SZ, kao "Put Franka Kamenyja".
Na ručku 10. prosinca 2010. u kaukuskoj sobi uredske zgrade Cannon House, Kameny je nagrađen humanitarnom nagradom Alexander Cornelius R. "Neil" za 2010. godinu.
Kameny je pozvan da prisustvuje ceremoniji 22. prosinca 2010. godine na kojoj je predsjednik Barack Obama potpisao Zakon o opozivu ne pitaj, ne govori iz 2010. Kameny je bio član Odbora savjetnika Zaklade Triangle.
Nakon Kamenyjeve smrti, divovska zastava duginih boja na visokom stupu zastave na uglu Market Street-a i Castro Street-a u četvrti Castro u San Franciscu vijorila se 24 sata na pola koplja, počevši od poslijepodneva 12. listopada 2011. na zahtjev tvorac dugine zastave, Gilberta Bakerra.
Dana 2. studenog 2011. godine Kamenyjeva kuća uvrštena je u Nacionalni registar povijesnih mjesta.
Dana 3. srpnja 2012., Međunarodna astronomska unija i Minor Planet Center nazvali su jedan asteroid (40463) Frankkameny u čast Kamenyja.
Godine 2013. Kameny je primljen u Legacy Walk, otvoreni javni izložbeni prostor u Chicagu koji slavi LGBT povijest i ljude.
Godine 2015. Kameny je primio memorijalni nadgrobni spomenik američke uprave za branitelje na Kongresnom groblju Washingtona, DC, na svom spomen-mjestu; nadgrobni spomenik posvećen je tijekom ceremonije ujutro 11. studenog 2015 .; Dan veterana. Ispred tog nadgrobnog spomenika postavljen je marker ispisan sloganom "Gay is Good".  Kameny je skovao taj slogan, a u intervjuu AP-a 2009. godine o tom je sročanju rekao: "Ako će me se po nečemu sjećati, nadam se da će to biti to."
U lipnju 2019. Kameny je bio jedan od inauguralnih pedeset američkih "pionira, izvođača i heroja" uvedenih na Nacionalni LGBTQ Zid časti unutar Nacionalnog spomenika Stonewall (SNM) u njujorškom Stonewall Innu. SNM je prvi američki nacionalni spomenik posvećen LGBTQ pravima i povijesti, a otkrivanje zida bilo je tempirano za vrijeme 50. godišnjice Stonewallskih nemira.

## Vanjske poveznice
Biografski
Frank Kameny] GLBTQ, an Encyclopedia of Gay, Lesbian, Bisexual and Queer Culture
- Kameny Papers collection Smithsonian Institution
- [http://www.rainbowhistory.org/html/kamenypages.html%5Bneaktivna+poveznica%5D The Kameny Pages][neaktivna poveznica]
- Biography of Kameny
- Frank Kameny papers held by Library of Congress

Kongresno svjedočenje
- Amending District of Columbia Charitable Solicitation Act, August 8, 1963, pp. 22-93, 118-9

Intervjui
- Kameny on Race Questionnaires The Straight Dope, November 22, 1991
- Interview by Jack Nichols  Arhivirana inačica izvorne stranice od 10. travnja 2021. (Wayback Machine) April 28, 1997
- Frank Kameny on The 7th Avenue Project Radio show, July 4, 2010

Vijesti
- "Signs of Progress" Washington Post, July 23, 2005
- "Gay Is Good: How Frank Kameny Changed the Face of America" Metro Weekly, October 5, 2006
- "A Pariah's Triumph—and America's" Jonathan Rauch, December 7, 2006
- "The Man Who Invented Gay Rights" CNN, December 24, 2010
- "Frank Kameny Debates Same-Sex Marriage in 1974 on 'The Advocates' (VIDEO) Huffington Post, October 11, 2012
- "An Accidental Activist (online title: Frank Kameny’s Orderly, Square Gay-Rights Activism" by Caleb Crain, The New Yorker, June 29, 2020